# Ramon Sabatés Massanell
Ramon Sabatés Massanell   (Llinars del Vallès, 26 d'octubre de 1915 - Sant Just Desvern, 10 de gener de 2003) va ser un dibuixant d'historietes d'humor català, famós pels Invents del professor Franz de Copenhaguen, dels quals en va arribar a fer més de mil. La seva obra va ser molt extensa i es caracteritzava pel fet que "destil·lava alegria i ganes de viure".

## Biografia
Tot i haver nascut a Llinars del Vallès, es considerava gracienc d'adopció, ja que els seus pares es varen traslladar a viure al carrer Verdi del barri de Gràcia de Barcelona quan ell era encara molt petit. Va estudiar al col·legi de la Salle de Gràcia, on va continuar els estudis fins a graduar-se com a perit mecànic. Ja al col·legi va mostrar una gran afició i habilitat pel dibuix i, a finals dels anys 1920 el pintor Hijosa, un deixeble de Sorolla que era amic de la família, li va ensenyar els fonaments de la pintura.
Es va casar amb Enriqueta Hernáez i Bachs el 19 de novembre de 1945. Es coneixien del barri de Gràcia des que eren nens –ell tenia 13 anys i ella 4– i es van mantenir junts tota la vida. El 1947 varen tenir una filla, Mari Àngels, a la que Ramon feia aparèixer com a personatge en alguna de les seves creacions. Seguint l'exemple del seu pare, es va afeccionar al dibuix i, fins i tot, va arribar a publicar-ne algun d'ells al TBO, en 1964 amb 17 amb el títol 'Maribel es así'.
Juntament amb la seva dona "Queta" va ser un gran viatger, una activitat que combinava el turisme i la feina, ja que sempre visitava les llibreries locals per a estar al cas del que es feia a l'estranger.
No va rebre premis, però si el reconeixement dels companys i afeccionats al còmic, com el del propietari del Racó del Col·leccionista, l'Andreu Rocabert, qui l'any 1996 li va atorgar el primer Llapis d'Or, un premi creat per la seva llibreria de vell.
Aquells que el varen conèixer el descrivien com un home molt treballador i amb un alt sentit de l'humor, irònic i pausat.

## Activitat professional
La seva primera feina va ser com a ajudant a la botiga de sedes i pells «Casa Mariol» al carrer del Consell de Cent 403.
Però la seva autèntica vocació ja havia arrancat quan encara no tenia tretze anys i ja va publicar els seus primers dibuixos a la secció pàgina dels infants del diari El Matí, cobrant quinze pessetes al mes. Més endavant va començar a escriure acudits per a la revista Ràdio Barcelona. Després varen venir col·laboracions a les revistes Pocholo i Jordi. Quan encara anava al col·legi, ja va començar a publicar a la revista TBO, on continuaria durant més de cinquanta anys. En paral·lel amb les col·laboracions al TBO, a mitjans dels anys 1930 va entrar a treballar a l'editorial Gato Negro –futura editorial Bruguera– contractat pel mateix Bruguera qui havia estat company seu de col·legi. Va fer dibuixos per quasi totes les revistes de l'editorial: Ja ja, Shirley Temple, Calderilla i Pulgarcito.
Va seguir col·laborant amb TBO fins a arribar la guerra civil en què va suspendre la seva activitat fins al 1941 quan comença a realitzar un quaderns monogràfics de dibuixos humorístics fins al 1943 que torna a treballar en TBO. Va ser un període en què publicava historietes llargues, de diverses pàgines. També va continuar a Bruguera on l'any 1944 va crear una sèrie anomenada El Capitán Microbio; també va dibuixar a les revistes Zipi y Zape i uns cromos sobre Blancanieves (La Blancaneu i els set nans),  Pulgarcito (Polzet) i Caperucita Roja (La Caputxeta Vermella). En la segona etapa del TBO (1952-1983), amb Buigas, Estivill i Viña com a editors, van aparèixer dibuixos seus en cada número, a més de la secció habitual dels Grans Invents del TBO, on va començar a partir dels anys 1960, quan l'editor Viña, aprofitant els coneixements de mecànica que tenia Sabatés, decideix confiar-li la secció. A partir de 1988, en la tercera etapa de TBO, editat per "Edicions B", va continuar amb la seva secció.
Va realitzar nombrosos treballs en el camp de la il·lustració infantil i el còmic, amb creacions com La Tía Nicasia, per a la revista Paseo Infantil, Casimiro Noteví, agente del TBI (1973), El Capitán Microbio, Sindulfo Sindetikon per a la revista Pulgarcito (1948), Pepe el Gitanillo per a la revista Florita (1949) o la familia Sulfamida per a la revista Tampolín (1949).
Va col·laborar en altres publicacions com el Saturday Evening Post, on va fer una campanya publicitària els anys 1970, i durant els anys 1960 va publicar un dibuix diari a La Vanguardia. De forma més esporàdica va publicar dibuixos a Patufet, Jaimito, Lecturas, Moda y Labores i El Periódico de Catalunya.
Es va diplomar en Botànica Medicinal, un tema sobre el que va escriure el llibre "La salut per les plantes medicinals".

### Els invents del TBO
Es va fer càrrec de la sèrie dels invents entre els anys 1960 i mitjans dels anys 1980, si bé la idea original era de Joaquim Buigas, director del TBO, i desenvolupat per col·laboradors del TBO com Tur, Tínez, Muntañola o Benejam. Va començar dibuixant invents amb guió d'aquests altres col·laboradors, però quan varen veure el seu enginy, va passar a portar directament la secció.
Segons Ramon Sabatés, "els seus dissenys es podien construir i funcionarien". Per demostrar-ho, havia construït una maqueta amb la seva "màquina de tallar havans" que actualment es troba exposada al museu del Joguet de Catalunya.
| «              | Els seus invents es mofaven de la línia recta com a camí més curt entre dos punts. Els seus invents apostaven sempre pel camí més llarg i alambinat entre un propòsit i un objectiu i, en aquesta enrevessada teoria de palanques, motlles, politges, manxes i corretges, tramava una involuntària paròdia del maquinisme industrial. | » |
| — Víctor Amela | |   |

### Objectes
Els seus coneixements de mecànica li varen permetre passar del dibuix als objectes amb capacitat de moviment. Va produir alguns llibres-joc i amb parts mòbils pensats per a un públic infantil, principalment editats per les editorials Roma i Toray. També va escriure un llibre de divulgació sobre mecànica anomenat El pequeño constructor mecánico: moderna aplicación de la mecánica recreativa infantil, del qual acabaria creant un joc de muntatge, al voltant dels anys 1950.

## Darrers anys
Ramon Sabatés va tenir una vellesa poc afortunada. Va veure com la venda de TBO primer a l'editorial Bruguera i, posteriorment a Edicions B l'any 1987, comportava la cessió de tots els drets sobre els originals i els dibuixants van perdre qualsevol mena de remuneració sobre la propietat intel·lectual en les reedicions que es varen fer de la seva obra.
L'any 1992 la seva única filla, Mari Àngels, va morir als 44 anys de forma sobtada per un aneurisma i va produir un fort impacte en els seus pares, Ramon i Enriqueta.
Les precarietats econòmiques varen provocar que el matrimoni fos desnonat del seu pis l'any 1997 i varen perdre totes les seves pertinences, entre les quals es trobava bona part del treball de Ramon. Sense recursos van haver de ser acollits a l'asil de les Germanetes dels Desemparats de Sant Just Desvern on va passar els cinc darrers anys de la seva vida juntament amb la seva esposa.
La parella a poc a poc venia les poques coses que els quedaven per sobreviure. Un dia que Enriqueta va anar a empenyorar unes joies, la persona que la va atendre va conèixer el seu cas i va iniciar una operació per a organitzar una exposició amb els darrers originals dels "invents" que encara conservaven. L'exposició es va fer del 27 de setembre al 10 d'octubre de 2001 al Celler de Can Ginestar, de Sant Just Desvern.
Aquest fet va despertar l'interès per l'artista oblidat. L'any 2002, al Saló del Còmic de la Corunya es van exposar 21 rèpliques a escala dels seus invents i Ramon va ser convidat, però ja estava immobilitzat i no va poder assistir-hi.
Finalment, els darrers 55 originals els va poder vendre, un al periodista Víctor Amela quan li va fer una entrevista, i els altres 54 varen ser comprats en un lot "sense discutir el preu", per part del Col·legi d'Enginyers Tècnics Industrials de Barcelona per a evitar que "es disgreguessin i foren a parar a mans d'especuladors", tal com va indicar el seu degà, Antoni Carrillo. Des del 2012, una part d'aquests originals està exposada al Museu de les Idees i els Invents de Barcelona.
Els darrers anys va patir una malaltia vascular cerebral que el va tenir immobilitzat els darrers mesos abans de morir.
Va morir a la residència Nostra Senyora de Lourdes de Sant Just Desvern el 10 de gener de 2003.